# Вангя Стерьова
Вангя Димитрова Михайлова Стерьова (на арумънски: Vanghea Mihanj-Steryu, Вангя Михан-Стерю на македонска литературна норма: Ванѓа Михањ-Стерју или Ванѓа Михајлова-Стерјова) e арумънска писателка, поетеса, преводачка, художничка и режисьорка от Северна Македония.
Нареждана е сред „най-известните гласове на ароманската лирика“ в страната.

## Биография
Родена е в 1950 година в щипското село Долани (тогава във Федеративна народна република Югославия), в арумънското (влашко) грамощенско семейство на Димитър Михайлов и Палихрия Симан-Николич. Учи в Социалистическа република Македония и Социалистическа република Сърбия.
От 1969 до 1972 година работи в събранието на община Щип. От 1970 година живее в Скопие, където работи в Държавната филхармония от 1974 до 1992 година. От 1993 година е независима художничка.